# Carlo Rosmini

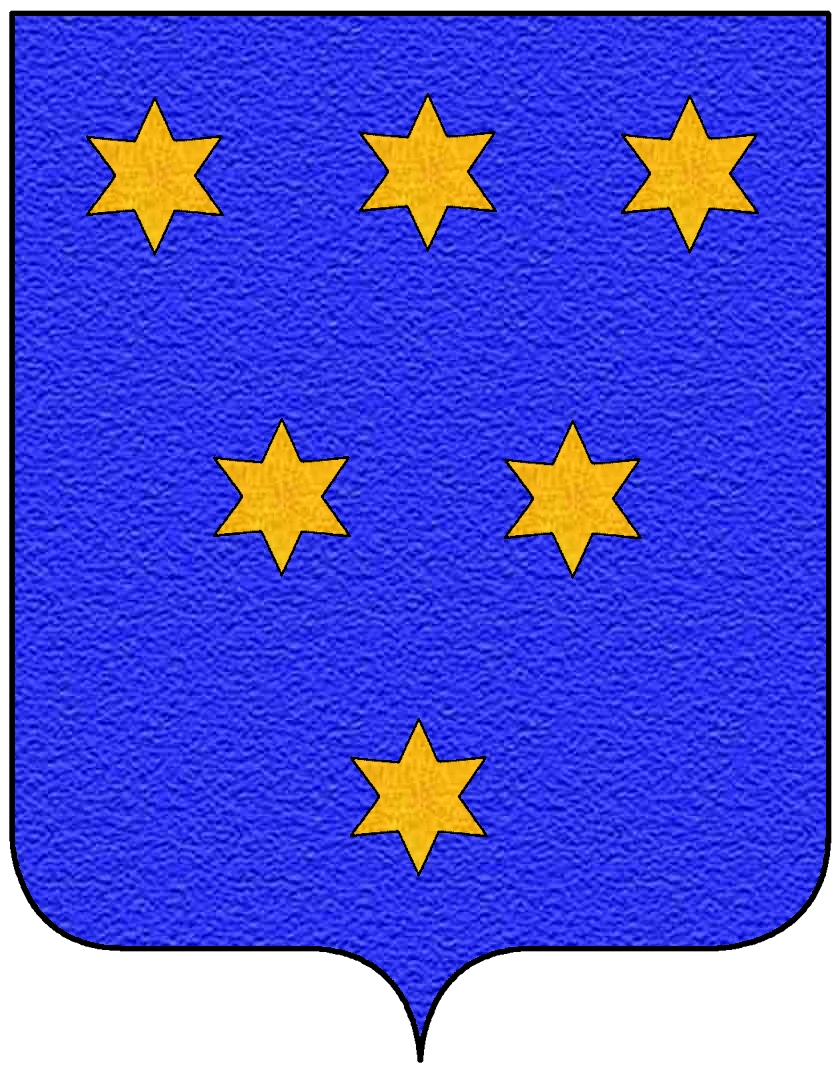
Stemma Rosmini

Carlo Rosmini (de' Rosmini) (Rovereto, 28 ottobre 1758 – Milano, 9 giugno 1827) è stato uno scrittore e storico italiano.

## Biografia

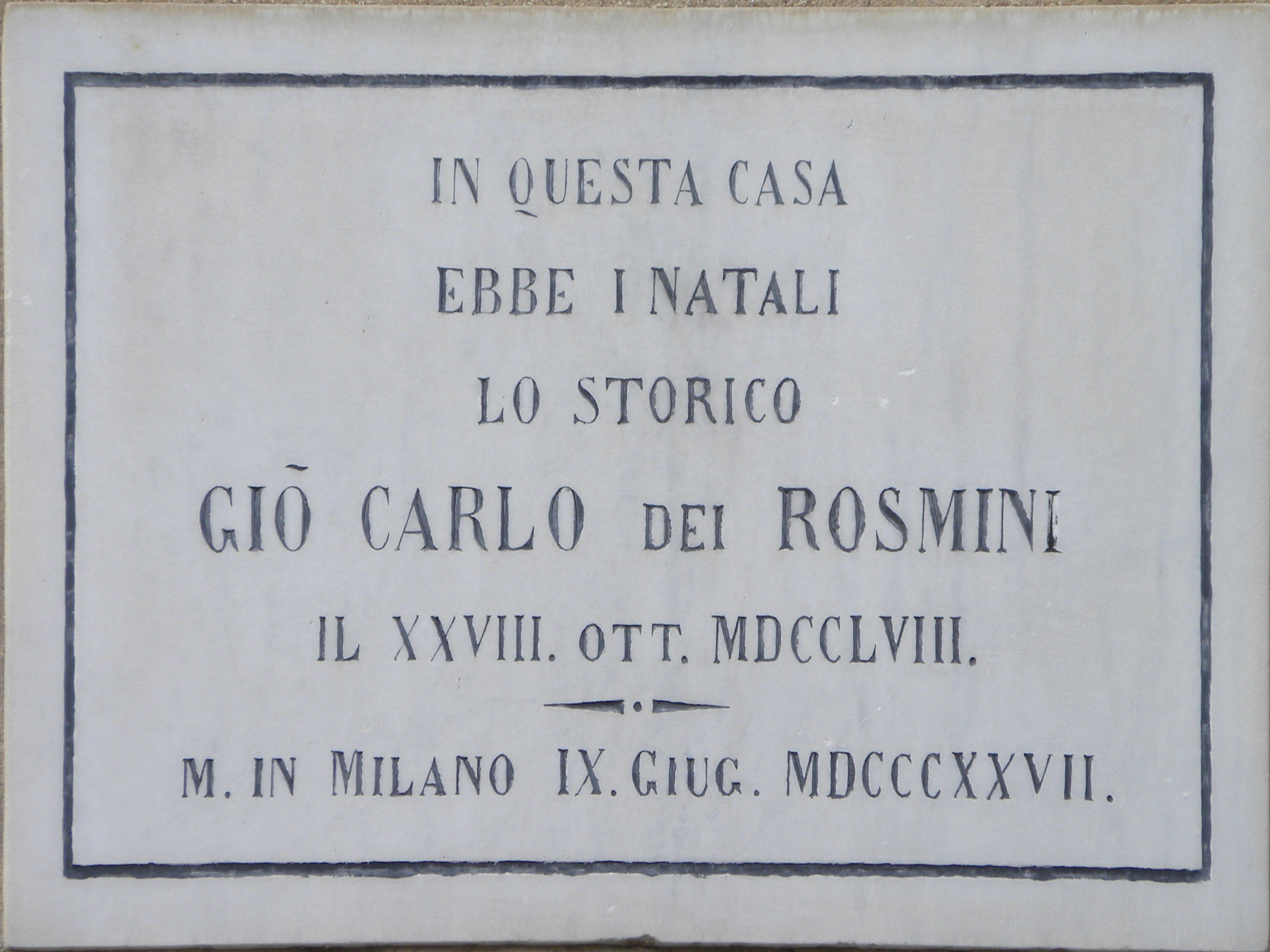
Lapide su Palazzo Balista a Rovereto

Secondogenito di Nicolò Domenico e di Veronica Carpentari de Mittemberg, iniziò i suoi studi a Innsbruck e li proseguì nella sua città natale, dove si fece conoscere all'età di quindici anni scrivendo, su Alessandro e Timoteo del conte Carlo Castone della Torre di Rezzonico (1742-1796), uno studio in cui mette a confronto la musica antica e la musica moderna e parla della possibilità di miglioramento dell'opera italiana. Nel 1786 pubblicò a Rovereto Considerazioni sopra i due opuscoli del signor d'Alembert intorno alla poesia con un saggio di versi; ma l'opera che lanciò la sua fama letteraria fu una Vita di Ovidio Nasone (Ferrara, 1789, 2 voll.), preceduta da una lettera di Vannetti sullo stile e sul linguaggio di Ovidio e da un parallelo tra l'Orfeo di Ovidio e quello di Virgilio.
Questa prima opera valse al suo autore il titolo di membro dell'Accademia di Firenze. Pubblicò poi una Vita di Christoforo Baretti (1792), una Vita di Seneca (Rovereto, 1795) e Memorie intorno alla vita e agli scritti di Clemente Baroni Cavalcabò (Rovereto, 1798).
Al tempo dell'invasione francese, fuggì in Veneto e trascorse diversi mesi a Belluno e Feltre, dove trovò documenti inediti sul famoso Vittorino da Feltre. Se ne servì per scrivere la sua Idea dell'ottimo precettore nella vita e disciplina di Vittorino da Feltre e de' suoi discepoli (Bassano, 1801), opera che può essere considerata un trattato completo di pedagogia, nonché un quella che Rosmini pubblicò poco dopo, con questo titolo: Vita e disciplina di Guarino Veronese e dei suoi discepoli (Brescia, 1805-1806, 3 voll.). 
Nel 1803 si stabilì a Milano, dove apparvero tutte le sue opere successive, vale a dire: Vita di Francesco Filelfo da Tolentino (1808, 3 voll.); Dell'istoria intorno alle militari imprese e alla vita di Gian Giacomo Trivulzio, soprannominato "il Grande", in quindici libri (1815, 2 voll.); Dell'istoria di Milano, in diciotto libri (1820, 4 voll.), sua ultima e più considerevole opera, sebbene questa storia vada solo dal regno di Federico Barbarossa fino all'anno 1535, tempo dell'annessione dei Milanesi ai possedimenti di Carlo V. Rosmini lasciò manoscritto il seguito di questa storia fino all'inizio del regno di Maria Teresa d'Austria (1740), ma questa parte non fu mai stampata.